# Giải vô địch bóng đá U-17 thế giới 2013
Giải vô địch bóng đá U-17 thế giới 2013 là giải đấu lần thứ 15 của Giải vô địch bóng đá U-17 thế giới. Được tổ chức tại Các Tiểu vương quốc Ả Rập Thống nhất từ ngày 17 tháng 10 đến ngày 8 tháng 11. Nigeria đã giành chức vô địch sau khi đánh bại México 3–0 ở trận chung kết, mang về danh hiệu vô địch thứ tư của đội họ. Thụy Điển đã giành hạng ba với chiến thắng 4–1 trước Argentina ở trận tranh hạng ba.
Các cầu thủ sinh sau ngày 1 tháng 1 năm 1996 đủ điều kiện tham gia giải đấu.

## Đấu thầu
Có hai cuộc đấu thầu chính thức:
- UAE
- Ghana[1]

## Địa điểm
Vào tháng 6 năm 2012, FIFA đã chọn Sân vận động quốc tế Sheikh Khalifa ở Al Ain, Sân vận động Al Nahyan ở Abu Dhabi, Sân vận động Al-Rashid ở Dubai, Sân vận động Emirates Club ở Ras al-Khaimah và Sân vận động Fujairah Club ở tiểu bang Fujairah làm địa điểm tổ chức. Việc sử dụng Sân vận động Sharjah ở Sharjah ban đầu đã được đề xuất, và cuối cùng đã được chọn làm địa điểm thi đấu vào tháng 9 năm 2012. Sân vận động Mohammed Bin Zayed đã thay thế Sân vận động Al Nahyan của Abu Dhabi và tổ chức trận chung kết.
| Dubai                                              | Dubai                           | Ras al-Khaimah                      | Ras al-Khaimah                      | Fujairah                   | Fujairah                   |
| -------------------------------------------------- | ------------------------------- | ----------------------------------- | ----------------------------------- | -------------------------- | -------------------------- |
| Sân vận động Al-Rashid                             | Sân vận động Al-Rashid          | Sân vận động Emirates Club          | Sân vận động Emirates Club          | Sân vận động Fujairah Club | Sân vận động Fujairah Club |
| Sức chứa: 18,000                                   | Sức chứa: 18,000                | Sức chứa: 3,000                     | Sức chứa: 3,000                     | Sức chứa: 5,000            | Sức chứa: 5,000            |
|                                                    |                                 | Tập tin:RAK Half Marathon 2011.jpg  |                                     |                            |                            |
| Giải vô địch bóng đá U-17 thế giới 2013 (Thế giới) |                                 |                                     |                                     |                            |                            |
| Abu Dhabi                                          | Abu Dhabi                       | Al Ain                              | Al Ain                              | Sharjah                    | Sharjah                    |
| Sân vận động Mohammed Bin Zayed                    | Sân vận động Mohammed Bin Zayed | Sân vận động quốc tế Sheikh Khalifa | Sân vận động quốc tế Sheikh Khalifa | Sân vận động Sharjah       | Sân vận động Sharjah       |
| Sức chứa: 42,056                                   | Sức chứa: 42,056                | Sức chứa: 16,000                    | Sức chứa: 16,000                    | Sức chứa: 12,000           | Sức chứa: 12,000           |
|                                                    |                                 |                                     |                                     |                            |                            |

## Các đội tuyển vượt qua vòng loại
Ngoài chủ nhà Các Tiểu vương quốc Ả Rập Thống nhất, 23 đội khác cũng giành quyền tham dự từ sáu giải đấu cấp châu lục.
| Liên đoàn                               | Giải đấu loại                                 | Địa điểm  | Đội tuyển                                        |
| --------------------------------------- | --------------------------------------------- | --------- | ------------------------------------------------ |
| AFC (châu Á)                            | Chủ nhà                                       | Chủ nhà   | UAE                                              |
| AFC (châu Á)                            | Giải vô địch bóng đá U-16 châu Á 2012         | Iran      | Iran · Iraq1 · Nhật Bản · Uzbekistan             |
| CAF (châu Phi)                          | Giải vô địch bóng đá U-17 châu Phi 2013       | Morocco   | Bờ Biển Ngà · Maroc1 · Nigeria · Tunisia         |
| CONCACAF (Bắc, Trung Mỹ và Vùng Caribe) | Giải vô địch bóng đá U-17 CONCACAF 2013       | Panama    | Canada · Honduras · México · Panama              |
| CONMEBOL (Nam Mỹ)                       | Giải vô địch bóng đá U-17 Nam Mỹ 2013         | Argentina | Argentina · Brasil · Uruguay · Venezuela1        |
| OFC (châu Đại Dương)                    | Giải vô địch bóng đá U-17 châu Đại Dương 2013 | Vanuatu   | New Zealand                                      |
| UEFA (châu Âu)                          | Giải vô địch bóng đá U-17 châu Âu 2013        | Slovakia  | Áo · Croatia · Ý · Nga2 · Slovakia3 · Thụy Điển1 |

1.^ Các đội lần đầu tiên tham dự.
2.^ Đây là lần đầu tiên 'Nga' trở thành một quốc gia kể từ khi Liên Xô tan rã vào năm 1991.
3.^ Đây là lần đầu tiên 'Slovakia' trở thành một quốc gia kể từ khi Tiệp Khắc tan rã vào năm 1993.

## Biểu trưng và vé
Biểu trưng chính thức của giải đấu được công bố vào ngày 5 tháng 3 năm 2013, bao gồm cả việc ban tổ chức địa phương yêu cầu Omar Abdulrahman trở thành 'đại sứ thương hiệu' cho sự kiện này.
Vé 'Stadium package' cho giải đấu đã được bán vào ngày 26 tháng 6, với khả năng mua vé theo từng trận đấu sau khi lễ bốc thăm được tổ chức.
Một chú chim ưng được gọi là 'Shaqran' sẽ là linh vật chính thức của giải đấu, sau khi được giới thiệu với các nhà báo địa phương vào ngày 13 tháng 5.

## Vòng bảng
Đội chiến thắng và xếp thứ hai của mỗi bảng, cũng như bốn đội xếp thứ ba có thành tích tốt nhất sẽ giành quyền vào vòng đầu tiên của vòng đấu loại trực tiếp (vòng 16 đội).
Thứ hạng của mỗi đội trong mỗi bảng được xác định như sau:
1. Điểm đạt được trong tất cả các trận đấu vòng bảng;
2. Hiệu số bàn thắng bại trong tất cả các trận đấu vòng bảng;
3. Số bàn thắng ghi được trong tất cả các trận đấu vòng bảng;

Nếu hai hoặc nhiều đội bằng nhau dựa trên ba tiêu chí trên, thứ hạng của họ được xác định như sau:
1. Điểm đạt được trong các trận đấu vòng bảng giữa các đội có liên quan;
2. Hiệu số bàn thắng bại trong các trận đấu vòng bảng giữa các đội có liên quan;
3. Số bàn thắng được ghi trong các trận đấu vòng bảng giữa các đội liên quan;
4. Quyết định bốc thăm của Ban tổ chức.

Tất cả các trận đấu diễn ra theo giờ địa phương, UTC+04:00.

### Bảng A
| VT | Đội      | ST | T | H | B | BT | BB | HS  | Đ | Giành quyền tham dự     |
| -- | -------- | -- | - | - | - | -- | -- | --- | - | ----------------------- |
| 1  | Brasil   | 3  | 3 | 0 | 0 | 15 | 2  | +13 | 9 | Vòng đấu loại trực tiếp |
| 2  | Honduras | 3  | 1 | 1 | 1 | 4  | 6  | −2  | 4 | Vòng đấu loại trực tiếp |
| 3  | Slovakia | 3  | 1 | 1 | 1 | 5  | 8  | −3  | 4 | Vòng đấu loại trực tiếp |
| 4  | UAE (H)  | 3  | 0 | 0 | 3 | 2  | 10 | −8  | 0 |                         |

| Brasil                                                        | 6–1    | Slovakia  |
| ------------------------------------------------------------- | ------ | --------- |
| Mosquito 17', 30' (ph.đ.), 70' · Nathan 45+2', 51' · Caio 56' | Report | Vavro 68' |

| UAE         | 1–2    | Honduras                   |
| ----------- | ------ | -------------------------- |
| Khalfan 33' | Report | Medina 20' · Velásquez 86' |

| Slovakia            | 2–2    | Honduras                  |
| ------------------- | ------ | ------------------------- |
| Vestenický 48', 57' | Report | Flores 20' · Bodden 90+2' |

| UAE       | 1–6    | Brasil                                                             |
| --------- | ------ | ------------------------------------------------------------------ |
| Zayed 89' | Report | Boschilia 9', 33' · Nathan 41', 66' · Joanderson 73' · Gabriel 84' |

| Slovakia            | 2–0    | UAE |
| ------------------- | ------ | --- |
| Vestenický 36', 58' | Report |     |

| Honduras | 0–3    | Brasil                        |
| -------- | ------ | ----------------------------- |
|          | Report | Boschilia 14', 45' · Caio 64' |

### Bảng B
| VT | Đội         | ST | T | H | B | BT | BB | HS  | Đ | Giành quyền tham dự     |
| -- | ----------- | -- | - | - | - | -- | -- | --- | - | ----------------------- |
| 1  | Uruguay     | 3  | 2 | 1 | 0 | 10 | 2  | +8  | 7 | Vòng đấu loại trực tiếp |
| 2  | Ý           | 3  | 2 | 0 | 1 | 3  | 2  | +1  | 6 | Vòng đấu loại trực tiếp |
| 3  | Bờ Biển Ngà | 3  | 1 | 1 | 1 | 4  | 2  | +2  | 4 | Vòng đấu loại trực tiếp |
| 4  | New Zealand | 3  | 0 | 0 | 3 | 0  | 11 | −11 | 0 |                         |

| Uruguay                                                                            | 7–0      | New Zealand |
| ---------------------------------------------------------------------------------- | -------- | ----------- |
| Méndez 3' · Otormín 37', 63' · Acosta 49', 57' · Ospitaleche 75' · Pizzichillo 89' | Chi tiết |             |

| Bờ Biển Ngà | 0–1      | Ý        |
| ----------- | -------- | -------- |
|             | Chi tiết | Vido 46' |

| Uruguay      | 1–1      | Bờ Biển Ngà |
| ------------ | -------- | ----------- |
| Acosta 90+4' | Chi tiết | Keita 17'   |

| Ý        | 1–0      | New Zealand |
| -------- | -------- | ----------- |
| Vido 48' | Chi tiết |             |

| New Zealand | 0–3      | Bờ Biển Ngà                   |
| ----------- | -------- | ----------------------------- |
|             | Chi tiết | Bakayoko 25', 48' · Meïté 87' |

| Ý            | 1–2      | Uruguay                    |
| ------------ | -------- | -------------------------- |
| Parigini 10' | Chi tiết | Bregonis 15' · Benítez 64' |

### Bảng C
| VT | Đội        | ST | T | H | B | BT | BB | HS | Đ | Giành quyền tham dự     |
| -- | ---------- | -- | - | - | - | -- | -- | -- | - | ----------------------- |
| 1  | Maroc      | 3  | 2 | 1 | 0 | 7  | 3  | +4 | 7 | Vòng đấu loại trực tiếp |
| 2  | Uzbekistan | 3  | 2 | 1 | 0 | 4  | 1  | +3 | 7 | Vòng đấu loại trực tiếp |
| 3  | Croatia    | 3  | 1 | 0 | 2 | 3  | 5  | −2 | 3 |                         |
| 4  | Panama     | 3  | 0 | 0 | 3 | 2  | 7  | −5 | 0 |                         |

| Croatia   | 1–3      | Maroc                         |
| --------- | -------- | ----------------------------- |
| Murić 59' | Chi tiết | Achahbar 27', 40' · Jaadi 45' |

| Panama | 0–2      | Uzbekistan                   |
| ------ | -------- | ---------------------------- |
|        | Chi tiết | Abbasov 68' · Ashurmatov 76' |

| Croatia      | 1–0      | Panama |
| ------------ | -------- | ------ |
| Roguljić 26' | Chi tiết |        |

| Uzbekistan | 0–0      | Maroc |
| ---------- | -------- | ----- |
|            | Chi tiết |       |

| Uzbekistan                            | 2–1      | Croatia       |
| ------------------------------------- | -------- | ------------- |
| Ćaleta-Car 14' (l.n.) · Boltaboev 79' | Chi tiết | Halilović 27' |

| Maroc                                            | 4–2      | Panama                  |
| ------------------------------------------------ | -------- | ----------------------- |
| Bnou Marzouk 30', 40' · Sakhi 49' · Achahbar 85' | Chi tiết | Wald 20' · Zorrilla 88' |

### Bảng D
| VT | Đội       | ST | T | H | B | BT | BB | HS | Đ | Giành quyền tham dự     |
| -- | --------- | -- | - | - | - | -- | -- | -- | - | ----------------------- |
| 1  | Nhật Bản  | 3  | 3 | 0 | 0 | 6  | 2  | +4 | 9 | Vòng đấu loại trực tiếp |
| 2  | Tunisia   | 3  | 2 | 0 | 1 | 4  | 3  | +1 | 6 | Vòng đấu loại trực tiếp |
| 3  | Nga       | 3  | 1 | 0 | 2 | 4  | 2  | +2 | 3 | Vòng đấu loại trực tiếp |
| 4  | Venezuela | 3  | 0 | 0 | 3 | 2  | 9  | −7 | 0 |                         |

| Tunisia                           | 2–1      | Venezuela   |
| --------------------------------- | -------- | ----------- |
| Jbeli 25' · Ben Larbi 47' (ph.đ.) | Chi tiết | Márquez 51' |

| Nga | 0–1      | Nhật Bản |
| --- | -------- | -------- |
|     | Chi tiết | Uryu 15' |

| Tunisia   | 1–0      | Nga |
| --------- | -------- | --- |
| Gabsi 61' | Chi tiết |     |

| Nhật Bản                                | 3–1      | Venezuela     |
| --------------------------------------- | -------- | ------------- |
| Sugimoto 7' · Watanabe 44', 78' (ph.đ.) | Chi tiết | Caraballo 17' |

| Venezuela | 0–4      | Nga                                                 |
| --------- | -------- | --------------------------------------------------- |
|           | Chi tiết | A. Makarov 16' · Sheydayev 39', 85' · Golovin 45+2' |

| Nhật Bản                   | 2–1      | Tunisia      |
| -------------------------- | -------- | ------------ |
| Sakai 87' · Watanabe 90+3' | Chi tiết | Dräger 45+2' |

### Bảng E
| VT | Đội       | ST | T | H | B | BT | BB | HS | Đ | Giành quyền tham dự     |
| -- | --------- | -- | - | - | - | -- | -- | -- | - | ----------------------- |
| 1  | Argentina | 3  | 2 | 1 | 0 | 7  | 3  | +4 | 7 | Vòng đấu loại trực tiếp |
| 2  | Iran      | 3  | 1 | 2 | 0 | 3  | 2  | +1 | 5 | Vòng đấu loại trực tiếp |
| 3  | Canada    | 3  | 0 | 2 | 1 | 3  | 6  | −3 | 2 |                         |
| 4  | Áo        | 3  | 0 | 1 | 2 | 4  | 6  | −2 | 1 |                         |

| Canada                            | 2–2      | Áo                        |
| --------------------------------- | -------- | ------------------------- |
| Hamilton 53' · Roubos 58' (ph.đ.) | Chi tiết | Horvath 28' · Zivotic 61' |

| Iran          | 1–1      | Argentina   |
| ------------- | -------- | ----------- |
| M. Hashemi 1' | Chi tiết | Driussi 15' |

| Canada       | 1–1      | Iran      |
| ------------ | -------- | --------- |
| Hamilton 48' | Chi tiết | Karimi 7' |

| Argentina                              | 3–2      | Áo                           |
| -------------------------------------- | -------- | ---------------------------- |
| Ibáñez 42' · Ferreyra 51' · Suárez 88' | Chi tiết | Zivotic 31' · Pellegrini 79' |

| Argentina                       | 3–0      | Canada |
| ------------------------------- | -------- | ------ |
| Ibáñez 45+1' · Sánchez 46', 75' | Chi tiết |        |

| Áo | 0–1      | Iran        |
| -- | -------- | ----------- |
|    | Chi tiết | Seyyedi 36' |

### Bảng F
| VT | Đội       | ST | T | H | B | BT | BB | HS  | Đ | Giành quyền tham dự     |
| -- | --------- | -- | - | - | - | -- | -- | --- | - | ----------------------- |
| 1  | Nigeria   | 3  | 2 | 1 | 0 | 14 | 4  | +10 | 7 | Vòng đấu loại trực tiếp |
| 2  | México    | 3  | 2 | 0 | 1 | 5  | 7  | −2  | 6 | Vòng đấu loại trực tiếp |
| 3  | Thụy Điển | 3  | 1 | 1 | 1 | 7  | 5  | +2  | 4 | Vòng đấu loại trực tiếp |
| 4  | Iraq      | 3  | 0 | 0 | 3 | 2  | 12 | −10 | 0 |                         |

| México     | 1–6    | Nigeria                                                  |
| ---------- | ------ | -------------------------------------------------------- |
| Jaimes 41' | Report | Iheanacho 33', 40', 49', 70' · Nwakali 52' · Success 60' |

| Iraq      | 1–4    | Thụy Điển                                    |
| --------- | ------ | -------------------------------------------- |
| Salam 54' | Report | Engvall 37', 67' · Salétros 72' · Suljić 88' |

| México                             | 3–1    | Iraq      |
| ---------------------------------- | ------ | --------- |
| Díaz 31' · Almanza 41' · Rivas 84' | Report | Karim 61' |

| Thụy Điển                        | 3–3    | Nigeria                                |
| -------------------------------- | ------ | -------------------------------------- |
| Berisha 11', 19' · Halvadzić 65' | Report | Success 22' · Yahaya 48' · Awoniyi 81' |

| Nigeria                                                        | 5–0    | Iraq |
| -------------------------------------------------------------- | ------ | ---- |
| Muhammed 4' (ph.đ.) · Nwakali 4' · Yahaya 17', 41' · Obasi 90' | Report |      |

| Thụy Điển | 0–1    | México     |
| --------- | ------ | ---------- |
|           | Report | Jaimes 86' |

### Xếp hạng các đội xếp thứ ba
Bốn đội có thành tích tốt nhất trong số các đội xếp thứ ba được xác định như sau:
1. Điểm đạt được trong tất cả các trận đấu vòng bảng;
2. Hiệu số bàn thắng thua trong tất cả các trận đấu vòng bảng;
3. Số bàn thắng ghi được trong tất cả các trận đấu vòng bảng;
4. Quyết định bốc thăm của Ban tổ chức.

| VT | Bg | Đội         | ST | T | H | B | BT | BB | HS | Đ | Giành quyền tham dự     |
| -- | -- | ----------- | -- | - | - | - | -- | -- | -- | - | ----------------------- |
| 1  | F  | Thụy Điển   | 3  | 1 | 1 | 1 | 7  | 5  | +2 | 4 | Vòng đấu loại trực tiếp |
| 2  | B  | Bờ Biển Ngà | 3  | 1 | 1 | 1 | 4  | 2  | +2 | 4 | Vòng đấu loại trực tiếp |
| 3  | A  | Slovakia    | 3  | 1 | 1 | 1 | 5  | 8  | −3 | 4 | Vòng đấu loại trực tiếp |
| 4  | D  | Nga         | 3  | 1 | 0 | 2 | 4  | 2  | +2 | 3 | Vòng đấu loại trực tiếp |
| 5  | C  | Croatia     | 3  | 1 | 0 | 2 | 3  | 5  | −2 | 3 |                         |
| 6  | E  | Canada      | 3  | 0 | 2 | 1 | 3  | 6  | −3 | 2 |                         |

## Vòng đấu loại trực tiếp
Ở vòng đấu loại trực tiếp, nếu trận đấu hòa ở cuối thời gian thi đấu chính thức, sẽ không có hiệp phụ được diễn ra, và trận đấu sẽ được quyết định bằng loạt sút luân lưu.
|  | Round of 16                 | Round of 16          |                        |   | Tứ kết        | Tứ kết        |                        |                        | Bán kết | Bán kết |  |  | Chung kết | Chung kết |
|  |                             |                      |                        |   |               |               |                        |                        |         |         |  |  |           |           |
|  | 28 tháng 10 — Sharjah       |                      |                        |   |               |               |                        |                        |         |         |  |  |           |           |
|  |                             |                      |                        |   |               |               |                        |                        |         |         |  |  |           |           |
|  | Honduras                    | 1                    |                        |   |               |               |                        |                        |         |         |  |  |           |           |
|  | Honduras                    | 1                    | 1 tháng 11 — Al Ain    |   |               |               |                        |                        |         |         |  |  |           |           |
|  | Uzbekistan                  | 0                    |                        |   |               |               |                        |                        |         |         |  |  |           |           |
|  | Uzbekistan                  | 0                    | Honduras               | 1 |               |               |                        |                        |         |         |  |  |           |           |
|  | 28 tháng 10 — Sharjah       |                      | Honduras               | 1 |               |               |                        |                        |         |         |  |  |           |           |
|  |                             | Thụy Điển            | 2                      |   |               |               |                        |                        |         |         |  |  |           |           |
|  | Nhật Bản                    | Thụy Điển            | 2                      | 1 |               |               |                        |                        |         |         |  |  |           |           |
|  | Nhật Bản                    |                      | 5 tháng 11 — Dubai     | 1 |               |               |                        |                        |         |         |  |  |           |           |
|  | Thụy Điển                   | 2                    |                        |   |               |               |                        |                        |         |         |  |  |           |           |
|  | Thụy Điển                   | 2                    | Thụy Điển              | 0 |               |               |                        |                        |         |         |  |  |           |           |
|  | 29 October — Ras al-Khaimah |                      | Thụy Điển              | 0 |               |               |                        |                        |         |         |  |  |           |           |
|  |                             | Nigeria              | 3                      |   |               |               |                        |                        |         |         |  |  |           |           |
|  | Uruguay                     | Nigeria              | 3                      | 4 |               |               |                        |                        |         |         |  |  |           |           |
|  | Uruguay                     | 2 tháng 11 — Sharjah |                        | 4 |               |               |                        |                        |         |         |  |  |           |           |
|  | Slovakia                    | 2                    |                        |   |               |               |                        |                        |         |         |  |  |           |           |
|  | Slovakia                    | 2                    | Uruguay                | 0 |               |               |                        |                        |         |         |  |  |           |           |
|  | 29 tháng 10 — Al Ain        |                      | Uruguay                | 0 |               |               |                        |                        |         |         |  |  |           |           |
|  |                             | Nigeria              | 2                      |   |               |               |                        |                        |         |         |  |  |           |           |
|  | Nigeria                     | Nigeria              | 2                      | 4 |               |               |                        |                        |         |         |  |  |           |           |
|  | Nigeria                     |                      | 8 tháng 11 — Abu Dhabi | 4 |               |               |                        |                        |         |         |  |  |           |           |
|  | Iran                        | 1                    |                        |   |               |               |                        |                        |         |         |  |  |           |           |
|  | Iran                        | 1                    | Nigeria                | 3 |               |               |                        |                        |         |         |  |  |           |           |
|  | 29 tháng 10 — Dubai         |                      | Nigeria                | 3 |               |               |                        |                        |         |         |  |  |           |           |
|  |                             | México               | 0                      |   |               |               |                        |                        |         |         |  |  |           |           |
|  | Argentina                   | México               | 0                      | 3 |               |               |                        |                        |         |         |  |  |           |           |
|  | Argentina                   | 2 tháng 11 — Sharjah |                        | 3 |               |               |                        |                        |         |         |  |  |           |           |
|  | Tunisia                     | 1                    |                        |   |               |               |                        |                        |         |         |  |  |           |           |
|  | Tunisia                     | 1                    | Argentina              | 2 |               |               |                        |                        |         |         |  |  |           |           |
|  | 29 tháng 10 — Fujairah      |                      | Argentina              | 2 |               |               |                        |                        |         |         |  |  |           |           |
|  |                             | Bờ Biển Ngà          | 1                      |   |               |               |                        |                        |         |         |  |  |           |           |
|  | Maroc                       | Bờ Biển Ngà          | 1                      | 1 |               |               |                        |                        |         |         |  |  |           |           |
|  | Maroc                       |                      | 5 tháng 11 — Abu Dhabi | 1 |               |               |                        |                        |         |         |  |  |           |           |
|  | Bờ Biển Ngà                 | 2                    |                        |   |               |               |                        |                        |         |         |  |  |           |           |
|  | Bờ Biển Ngà                 | 2                    | Argentina              | 0 |               |               |                        |                        |         |         |  |  |           |           |
|  | 28 tháng 10 — Abu Dhabi     |                      | Argentina              | 0 |               |               |                        |                        |         |         |  |  |           |           |
|  |                             | México               | 3                      |   | Tranh hạng ba | Tranh hạng ba |                        |                        |         |         |  |  |           |           |
|  | Brasil                      | México               | 3                      | 3 | Tranh hạng ba | Tranh hạng ba |                        |                        |         |         |  |  |           |           |
|  | Brasil                      | 1 tháng 11 — Dubai   | 1 tháng 11 — Dubai     | 3 |               |               | 8 tháng 11 — Abu Dhabi | 8 tháng 11 — Abu Dhabi |         |         |  |  |           |           |
|  | Nga                         | 1 tháng 11 — Dubai   | 1 tháng 11 — Dubai     | 1 |               |               | 8 tháng 11 — Abu Dhabi | 8 tháng 11 — Abu Dhabi |         |         |  |  |           |           |
|  | Nga                         | Brasil               | 1 (10)                 | 1 | Thụy Điển     | 4             |                        |                        |         |         |  |  |           |           |
|  | 28 tháng 10 — Abu Dhabi     | Brasil               | 1 (10)                 |   | Thụy Điển     | 4             |                        |                        |         |         |  |  |           |           |
|  |                             | México (pen.)        | 1 (11)                 |   | Argentina     | 1             |                        |                        |         |         |  |  |           |           |
|  | Ý                           | México (pen.)        | 1 (11)                 | 0 | Argentina     | 1             |                        |                        |         |         |  |  |           |           |
|  | Ý                           |                      |                        | 0 |               |               |                        |                        |         |         |  |  |           |           |
|  | México                      | 2                    |                        |   |               |               |                        |                        |         |         |  |  |           |           |
|  | México                      | 2                    |                        |   |               |               |                        |                        |         |         |  |  |           |           |

### Vòng  16 đội
| Ý | 0–2      | México                 |
| - | -------- | ---------------------- |
|   | Chi tiết | Díaz 26' · Ochoa 90+3' |

| Nhật Bản             | 1–2      | Thụy Điển                 |
| -------------------- | -------- | ------------------------- |
| Wahlqvist 56' (l.n.) | Chi tiết | Berisha 11' · Engvall 36' |

| Brasil                              | 3–1      | Nga              |
| ----------------------------------- | -------- | ---------------- |
| Mosquito 72' · Boschilia 80', 90+3' | Chi tiết | A. Makarov 90+1' |

| Honduras   | 1–0      | Uzbekistan |
| ---------- | -------- | ---------- |
| Bodden 74' | Chi tiết |            |

| Uruguay                                           | 4–2      | Slovakia                    |
| ------------------------------------------------- | -------- | --------------------------- |
| Otormín 5', 58' · Méndez 34' (ph.đ.) · Acosta 42' | Chi tiết | Vestenický 63' · Siplak 85' |

| Maroc            | 1–2      | Bờ Biển Ngà                     |
| ---------------- | -------- | ------------------------------- |
| Bnou Marzouk 60' | Chi tiết | Kessié 4' (ph.đ.) · Ahissan 75' |

| Argentina                              | 3–1      | Tunisia        |
| -------------------------------------- | -------- | -------------- |
| Ferreyra 2' · Ibáñez 53' · Driussi 73' | Chi tiết | Haj Hassen 43' |

| Nigeria                                              | 4–1      | Iran           |
| ---------------------------------------------------- | -------- | -------------- |
| Okon 23' · Iheanacho 25' · Muhammed 42' · Yahaya 76' | Chi tiết | Gholizadeh 84' |

### Tứ kết
| Honduras      | 1–2      | Thụy Điển               |
| ------------- | -------- | ----------------------- |
| Velásquez 37' | Chi tiết | Rakip 68' · Berisha 74' |

| Brasil | 1–1      | México                                                                                             |
| --- | -------- | -------------------------------------------------------------------------------------------------- |
| Nathan 85' | Chi tiết | Ochoa 80'                                                                                          |
| Loạt sút luân lưu |          | |
| Mosquito · Nathan · Lucas · Danilo · Gabriel · Léo Pereira · Thiago Maia · Joanderson · Eduardo · Marcos · Auro Jr. · Mosquito | 10–11    | Díaz · Ochoa · Rivas · Aguirre · Wbias · Granados · Tovar · Robles · Govea · Terán · Gudiño · Díaz |

| Argentina               | 2–1      | Bờ Biển Ngà        |
| ----------------------- | -------- | ------------------ |
| Ibáñez 6' · Moreira 33' | Chi tiết | Kessié 78' (ph.đ.) |

| Uruguay | 0–2      | Nigeria          |
| ------- | -------- | ---------------- |
|         | Chi tiết | Awoniyi 18', 79' |

### Bán kết
| Argentina | 0–3      | México                       |
| --------- | -------- | ---------------------------- |
|           | Chi tiết | Ochoa 5', 21' · Granados 86' |

| Thụy Điển | 0–3      | Nigeria                           |
| --------- | -------- | --------------------------------- |
|           | Chi tiết | Awoniyi 21' · Okon 80' · Ezeh 81' |

### Tranh hạng ba
| Thụy Điển                             | 4–1      | Argentina       |
| ------------------------------------- | -------- | --------------- |
| Berisha 7', 24', 57' · Strandberg 20' | Chi tiết | Compagnucci 44' |

### Chung kết
| Nigeria                                          | 3–0      | México |
| ------------------------------------------------ | -------- | ------ |
| Aguirre 9' (l.n.) · Iheanacho 56' · Muhammed 81' | Chi tiết |        |

## Giải thưởng
| Quả bóng vàng        | Quả bóng bạc       | Quả bóng đồng      |
| -------------------- | ------------------ | ------------------ |
| Kelechi Iheanacho    | Nathan             | Iván Ochoa         |
| Chiếc giày vàng      | Chiếc giày bạc     | Chiếc giày đồng    |
| Valmir Berisha       | Kelechi Iheanacho  | Boschilia          |
| 7 bàn (0 kiến tạo)   | 6 bàn (7 kiến tạo) | 6 bàn (3 kiến tạo) |
| Găng tay vàng        |                    |                    |
| Dele Alampasu        |                    |                    |
| Giải phong cách FIFA |                    |                    |
| Nigeria              |                    |                    |

## Bảng xếp hạng giải đấu
| VT | Đội         | ST | T | H | B | BT | BB | HS  | Đ  | Chung cuộc            |
| -- | ----------- | -- | - | - | - | -- | -- | --- | -- | --------------------- |
| 1  | Nigeria     | 7  | 6 | 1 | 0 | 26 | 5  | +21 | 19 | Vô địch               |
| 2  | México      | 7  | 4 | 1 | 2 | 11 | 11 | 0   | 13 | Á quân                |
| 3  | Thụy Điển   | 7  | 4 | 1 | 2 | 15 | 11 | +4  | 13 | Hạng ba               |
| 4  | Argentina   | 7  | 4 | 1 | 2 | 13 | 12 | +1  | 13 | Hạng tư               |
|    |             |    |   |   |   |    |    |     |    |                       |
| 5  | Brasil      | 5  | 4 | 1 | 0 | 19 | 4  | +15 | 13 | Bị loại ở Tứ kết      |
| 6  | Uruguay     | 5  | 3 | 1 | 1 | 14 | 6  | +8  | 10 | Bị loại ở Tứ kết      |
| 7  | Bờ Biển Ngà | 5  | 2 | 1 | 2 | 7  | 5  | +2  | 7  | Bị loại ở Tứ kết      |
| 8  | Honduras    | 5  | 2 | 1 | 2 | 6  | 8  | −2  | 7  | Bị loại ở Tứ kết      |
|    |             |    |   |   |   |    |    |     |    |                       |
| 9  | Nhật Bản    | 4  | 3 | 0 | 1 | 7  | 4  | +3  | 9  | Bị loại ở Vòng 16 đội |
| 10 | Maroc       | 4  | 2 | 1 | 1 | 8  | 5  | +3  | 7  | Bị loại ở Vòng 16 đội |
| 11 | Uzbekistan  | 4  | 2 | 1 | 1 | 4  | 2  | +2  | 7  | Bị loại ở Vòng 16 đội |
| 12 | Tunisia     | 4  | 2 | 0 | 2 | 5  | 6  | −1  | 6  | Bị loại ở Vòng 16 đội |
| 13 | Ý           | 4  | 2 | 0 | 2 | 3  | 4  | −1  | 6  | Bị loại ở Vòng 16 đội |
| 14 | Iran        | 4  | 1 | 2 | 1 | 4  | 6  | −2  | 5  | Bị loại ở Vòng 16 đội |
| 15 | Slovakia    | 4  | 1 | 1 | 2 | 7  | 12 | −5  | 4  | Bị loại ở Vòng 16 đội |
| 16 | Nga         | 4  | 1 | 0 | 3 | 5  | 5  | 0   | 3  | Bị loại ở Vòng 16 đội |
|    |             |    |   |   |   |    |    |     |    |                       |
| 17 | Croatia     | 3  | 1 | 0 | 2 | 3  | 5  | −2  | 3  | Bị loại ở Vòng bảng   |
| 18 | Canada      | 3  | 0 | 2 | 1 | 3  | 6  | −3  | 2  | Bị loại ở Vòng bảng   |
| 19 | Áo          | 3  | 0 | 1 | 2 | 4  | 6  | −2  | 1  | Bị loại ở Vòng bảng   |
| 20 | Panama      | 3  | 0 | 0 | 3 | 2  | 7  | −5  | 0  | Bị loại ở Vòng bảng   |
| 21 | Venezuela   | 3  | 0 | 0 | 3 | 2  | 9  | −7  | 0  | Bị loại ở Vòng bảng   |
| 22 | UAE (H)     | 3  | 0 | 0 | 3 | 2  | 10 | −8  | 0  | Bị loại ở Vòng bảng   |
| 23 | Iraq        | 3  | 0 | 0 | 3 | 2  | 12 | −10 | 0  | Bị loại ở Vòng bảng   |
| 24 | New Zealand | 3  | 0 | 0 | 3 | 0  | 11 | −11 | 0  | Bị loại ở Vòng bảng   |

## Cầu thủ ghi bàn
Các cầu thủ ghi bàn sau khi kết thúc giải đấu.
7 bàn
- Valmir Berisha

6 bàn
- Boschilia
- Kelechi Iheanacho

5 bàn
- Nathan
- Tomáš Vestenický

4 bàn
- Joaquín Ibáñez
- Mosquito
- Iván Ochoa
- Taiwo Awoniyi
- Musa Yahaya
- Franco Acosta
- Leandro Otormín

3 bàn
- Ryoma Watanabe
- Karim Achahbar
- Younes Bnou Marzouk
- Musa Muhammed
- Gustav Engvall

2 bàn
- Sebastián Driussi
- Germán Ferreyra
- Matías Sánchez
- Nikola Zivotic
- Caio
- Jordan Hamilton
- Jorge Bodden
- Brayan Velásquez
- Luca Vido
- Moussa Bakayoko
- Franck Kessie
- Alejandro Díaz
- Ulises Jaimes
- Isaac Success
- Chidiebere Nwakali
- Samuel Okon
- Aleksandr Makarov
- Ramil Sheydayev
- Kevin Méndez

1 bàn
- Lucio Compagnucci
- Rodrigo Moreira
- Leonardo Suárez
- Sascha Horvath
- Tobias Pellegrini
- Gabriel
- Joanderson
- Elias Roubos
- Alen Halilović
- Robert Murić
- Ante Roguljić
- Jeffri Flores
- Fredy Medina
- Ali Gholizadeh
- Mostafa Hashemi
- Amir Hossein Karimi
- Yousef Seyyedi
- Mohammed Salam
- Sherko Karim
- Vittorio Parigini
- Junior Ahissan
- Aboubakar Keita
- Yakou Meïté
- Daisuke Sakai
- Taro Sugimoto
- Kosei Uryu
- Nabil Jaadi
- Hamza Sakhi
- José Almanza
- Marco Granados
- Ulises Rivas
- Chidera Ezeh
- Chigozi Obasi
- Werner Wald
- Ervin Zorrilla
- Aleksandr Golovin
- Denis Vavro
- Michal Siplak
- Mirza Halvadžić
- Erdal Rakip
- Anton Salétros
- Carlos Strandberg
- Ali Suljić
- Firas Ben Larbi
- Mohamed Dräger
- Maher Gabsi
- Hazem Haj Hassen
- Chiheb Jbeli
- Alameri Zayed
- Khaled Khalfan
- Marcio Benítez
- Joel Bregonis
- Facundo Ospitaleche
- Franco Pizzichillo
- Shohjahon Abbasov
- Rustamjon Ashurmatov
- Jamshid Boltaboev
- José Caraballo
- José Márquez

1 bàn phản lưới nhà
- Duje Ćaleta-Car (trong trận gặp Uzbekistan)
- Érick Aguirre (trong trận gặp Nigeria)
- Linus Wahlqvist (trong trận gặp Nhật Bản)